# 에린 오코너
에린 오코너(Erin O'Connor, 1983년 6월 12일 ~ )는 잉글랜드의 모델이다.